# Drassyllus fallens
Drassyllus fallens är en spindelart som beskrevs av Chamberlin 1922. Drassyllus fallens ingår i släktet Drassyllus och familjen plattbuksspindlar. Inga underarter finns listade i Catalogue of Life.